# 免费法律援助小组
免费法律援助小组（FLAG）是菲律宾的全国人权律师组织。它是全国成立的第一个也是最大的人权律师团体。他们致力于打击各种侵犯人权和公民自由的行为。自2003年起现任主席为人权律师切尔·迪奥克诺

## 概述
由参议员 何塞·迪奥克诺何塞·迪奥克诺 、洛伦佐·田纳达, 和 JBL 雷耶斯 于 1974 年创立。

## 后 EDSA 革命
FLAG 继续处理主要人权案件，包括1999年 Leo Echegaray 死刑案. FLAG 还代表马纳洛兄弟在2008年赢得了第一起宪法权利保护令状，这是20世纪80年代迪奥克诺参议员在菲律宾首次提出的法律令状.